# 355 (tal)
355 är det naturliga talet som följer 354 och som följs av 356.

## Inom vetenskapen
- 355 Gabriella, en asteroid.

## Inom matematiken
- 355 är ett udda tal
- 355 är ett sammansatta tal
- 355 är ett defekt tal